# Емануель Наваррете
Емануель Наваррете (ісп. Emanuel Navarrete, 17 січня 1995) — мексиканський професійний боксер, чемпіон світу за версією WBO в другій легшій (2018—2020), напівлегкій (2020—2023) і другій напівлегкій вазі (2023—т.ч.).

## Професіональна кар'єра
Дебютував на профірингу у віці 17 років. Перші 26 боїв провів у Мексиці. 8 грудня 2018 року у Нью-Йорку вийшов на бій проти чемпіона світу за версією WBO в другій легшій вазі Ісаака Догбо (Гана) і переміг одностайним рішенням суддів. У реванші 11 травня 2019 року знов здобув перемогу технічним нокаутом в дванадцятому раунді. Провів успішні захисти звання чемпіона в наступних чотирьох боях.
Влітку 2020 року Наваррете перейшов до напівлегкої ваги і 9 жовтня 2020 року в бою проти Рубена Вілла (США) завоював вакантний титул чемпіона світу за версією WBO. Впродовж 2021-2022 років провів три успішних захиста титулу.
3 лютого 2023 року в бою проти Ліама Вілсона (Австралія) технічним нокаутом в дев'ятому раунді завоював вакантний титул чемпіона світу за версією WBO у другій напівлегкій вазі, ставши чемпіоном у третій ваговій категорії.

### Наваррете проти Вальдеса
12 серпня 2023 року Наваррете успішно захистив свій титул в бою проти співвітчизника колишнього чемпіона світу у двох вагових категоріях Оскара Вальдеса. Він виграв бій одностайним рішенням суддів. За час бою він завдав більше тисячі ударів, вдвічі більше, ніж суперник.

### Наваррете проти Берінчика
18 травня 2024 року вийшов на бій за вакантний титул чемпіона WBO в легкій вазі проти Дениса Берінчика (Україна) Хоча мексиканець був великим фаворитом в цьому протистоянні, український боксер краще рухався, провалював суперника та завдавав влучних ударів у відповідь і здобув перемогу розділеним рішенням.

### Наваррете проти Вальдеса II
7 грудня 2024 року вдруге зустрівся в бою з Оскаром Вальдесом і, надіславши суперника двічі в нокдаун в першому і четвертому раундах, ударом по корпусу нокаутував в шостому.

### Наваррете проти Суареса
10 травня 2025 року проводив захист титулу проти філіппінця Чарлі Суареса. В шостому раунді після удару Суареса сталося зіткнення головами суперників, і у чемпіона над оком відкрилася кровотеча. Після сьомого раунду бій було зупинено та визнано переможцем Наваррете. Однак подальший аналіз відео показав, що розсічення могло бути не через зіткнення головами, а спричинене ударом Суареса. Після розгляду апеляції Суареса Атлетична комісія штату Каліфорнія визнала бій таким, що не відбувся. WBO відразу ж призначила реванш.

### Таблиця боїв
| 39 Перемог (32 нокаутом, 7 за рішенням суддів), 2 Поразки (0 нокаутом, 2 за рішенням суддів), 1 Нічия, 1 Не відбувся |          |                  |        |            |                   |                                               | |
| Результат | Рекорд   | Суперник         | Спосіб | Раунд, час | Дата              | Місце проведення                              | Примітки |
| Не відбувся | 39-2-1-1 | Чарлі Суарес     | NC     | 8 (12)     | 10 травня 2025    | Pechanga Arena, Сан-Дієго, Каліфорнія         | Захистив титул чемпіона WBO у другій напівлегкій вазі (4-й захист Наваррете). Попередньо перемога Наваррете одностайним рішенням. Пізніше бій визнано таким, що не відбувся. |
| Перемога | 39-2-1   | Оскар Вальдес    | KO     | 6 (12)     | 7 грудня 2024     | Футпринт-центр, Фінікс, Аризона               | Захистив титул чемпіона WBO у другій напівлегкій вазі (3-й захист Наваррете).                                                                                                |
| Поразка | 38-2-1   | Денис Берінчик   | SD     | 12         | 18 травня 2024    | Pechanga Arena, Сан-Дієго, Каліфорнія         | Бій за вакантний титул чемпіона світу за версією WBO у легкій вазі. |
| Нічия | 38-1-1   | Робсон Консейсан | МD     | 12         | 16 листопада 2023 | Ті-Мобіл Арена, Парадайз, Невада              | Захистив титул чемпіона світу за версією WBO у другій напівлегкій вазі. |
| Перемога | 38-1     | Оскар Вальдес    | UD     | 12 (12)    | 12 серпня 2023    | Дезерт Даймонд Арена, Глендейл, Аризона       | Захистив титул чемпіона світу за версією WBO у другій напівлегкій вазі. |
| Перемога | 37-1     | Ліам Вілсон      | TKO    | 9 (12)     | 3 лютого 2023     | Дезерт Даймонд Арена, Глендейл, Аризона       | Завоював вакантний титул чемпіона світу за версією WBO у другій напівлегкій вазі.                                                                                            |
| Перемога | 36-1     | Едуардо Баес     | KO     | 6 (12)     | 20 серпня 2022    | Pechanga Arena, Сан-Дієго, Каліфорнія         | Захистив титул чемпіона світу WBO в напівлегкій вазі. |
| Перемога | 35-1     | Джоет Гонсалес   | UD     | 12         | 15 жовтня 2021    | Pechanga Arena, Сан-Дієго, Каліфорнія         | Захистив титул чемпіона світу WBO в напівлегкій вазі. |
| Перемога | 34-1     | Крістофер Діас   | TKO    | 12 (12)    | 24 квітня 2021    | Silver Spurs Arena, Кіссіммі, Флорида         | Захистив титул чемпіона світу WBO в напівлегкій вазі. |
| Перемога | 33-1     | Рубен Вілла      | UD     | 12         | 9 жовтня 2020     | MGM Grand Conference Center, Парадайз, Невада | Завоював вакантний титул чемпіона світу WBO в напівлегкій вазі. |
| Перемога | 32-1     | Уріель Лопес     | TKO    | 6 (10)     | 20 червня 2020    | Gimnasio TV Azteca, Мехіко, Мексика           | |